# A Kenmu restauráció
A Kenmu (vagy Kemmu) restauráció (japánul: 建武の新政 Hepburn-átírással: Kenmu no shinsei) (1333-1336) három évig tartó időszak a japán történelemben a Kamakura és a Muromacsi korszak között, valamint az ekkor történt politikai események elnevezése is. A restauráció Godaigo császár nevéhez fűződik, aki vissza akarta állítani a császári ház hatalmát, valamint helyreállítani a polgári kormányt a majdnem másfél évszázados katonai uralom után. A helyreállítás végül nem sikerült, helyét átvette az Asikaga sógunátus (1336-1575). Egészen a Meidzsi restaurációig ez volt az utolsó alkalom, hogy a császár valódi hatalommal rendelkezett. A sok és súlyos hiba, melyeket ez alatt a hároméves időszak alatt a császári ház elkövetett, jelentős hatással voltak az elkövetkező évtizedekre, valamint ezek eredményezték az Asikaga dinasztia felemelkedését.

## Háttér
A császári szerep 1192 óta, amikor Minamoto no Joritomo megkapta a sógun címet a császártól, a Minamoto és a Hódzsó család kezébe került. 1318-ban Godaigo császár került a trónra, aki meg akarta dönteni a sógunátus hatalmát és nyíltan szembeszállt Kamakurával, amikor a saját fiát nevezte ki örökösének. 1331-ben miután a bakufu tudomást szerzett a császár szándékairól, Godaigo Kiotóba menekült, ahol elfogták és a rákövetkező év tavaszán Oki szigetére száműzték. A száműzetése alatt odahaza többen folytatták a szervezkedést, közéjük tartozott Kuszunoki Maszasige és Kitabatake Csikafusza is. 1333-ban Godaigo megszökött Oki szigetéről, és visszatérve maga köré gyűjtötte a híveit. A jövőbeli sógun és magas rangú gokenin Asikaga Takaudzsi, akit a császári erők leverésével bíztak meg, kihasználta a lehetőséget, és átállt a császár oldalára, ahol elfoglalta a Kiotó melletti Rokuharát, majd Godaigo megbízott kormányzója lett.
Ezzel nagyjából egy időben Nitta Josiszada, egy másik keleti vezér megtámadta a sógunátus fővárosát. Megpróbáltak ellenállni az előrenyomulásának: Josiszada és a sógunátus erői többször is harcoltak a Kamakura Kaidó mentén, például Koteszasihagaránál (japánul: 小手差原) Kumegavánál (japánul: 久米河) (mindkettő közel van a mai Szaitama prefektúrában lévő Tokorozavához) és Bubaigavara, a mai Fucsú, még közelebb Kamakurához. Végül elérték a várost, megostromolták, és bevették. Kamakura egy évszázadig még Kantó politikai fővárosa maradt, de elvesztette a fölényét.

## A restauráció célkitűzései

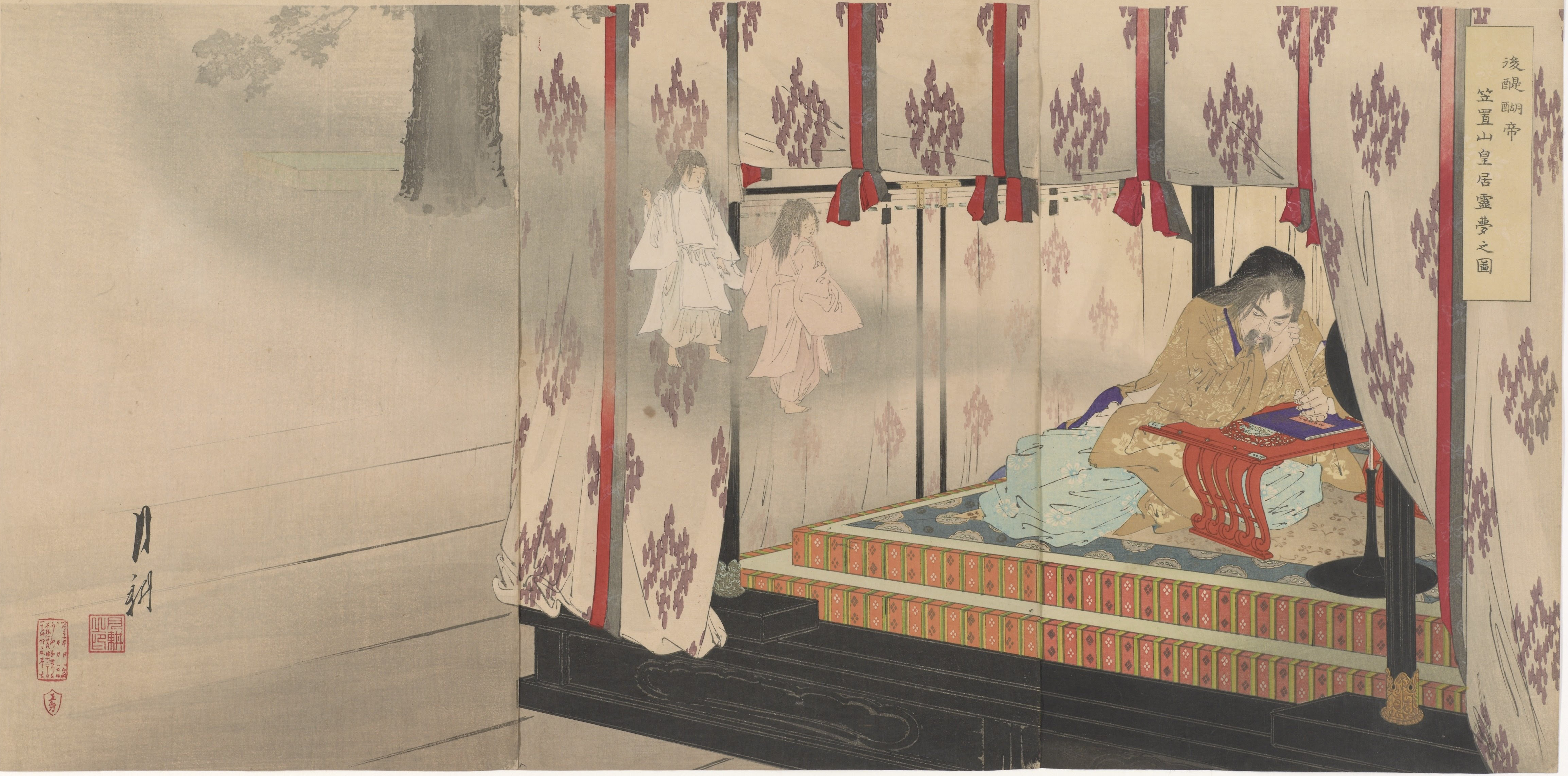
Godaigo császár (Ogata Gekkó munkája, 1904)

Amikor Godaigo 1318-ban trónra került, azonnal kinyilvánította a szándékát, hogy a kamakurai katonaság beavatkozása nélkül uralkodjon. A történelmi dokumentumok azt mutatják – figyelmen kívül hagyva az ezzel ellentétes bizonyítékokat, – hogy ő és a tanácsadói hittek abban, hogy a Császári Ház felélesztése lehetséges, és hogy a Kamakura sógunátus volt a legnagyobb és a legszembetűnőbb az akadályok közül. A Kenmu-reformok végső célja a császári hatalom teljes restaurációja volt.
Egy másik megoldásra váró helyzet a földbirtoklás problémája volt (sóen). A nagy földbirtokosok (sugo  és dzsitó  urak) a politikai függetlenségükkel és adómentességükkel elszegényítették a kormányt, aláásták a tekintélyét és ezzel gyengítették a hatalmát. Kitabatake Csikafusza Godaigo jövőbeli főtanácsosa elismerte, hogy senkinek nem áll szándékában eltörölni ezeket a kiváltságokat, így a siker reménye ezen a fronton a kezdetektől fogva nagyon homályos volt. Az, hogy mire tervezte felváltani a sugo és dzsitó urakat tisztázatlan, de nyilvánvalóan nem volt szándékában osztozni a hatalmon a szamurájsággal. Ahhoz képest, hogy milyen komoly probléma volt a földbirtoklás, Godaigo és tanácsadói nem tettek komoly erőfeszítéseket annak érdekében, hogy megoldják, részben azért, mert a nyugati tartományok nagy földbirtokosainak szamurájai győzték le neki a sógunátust. Ebben a helyzetben minden a földbirtokok szabályozására való erőfeszítés neheztelést váltott volna ki a legfontosabb szövetségeseiből.

## Godaigo rendelkezéseinek kudarca

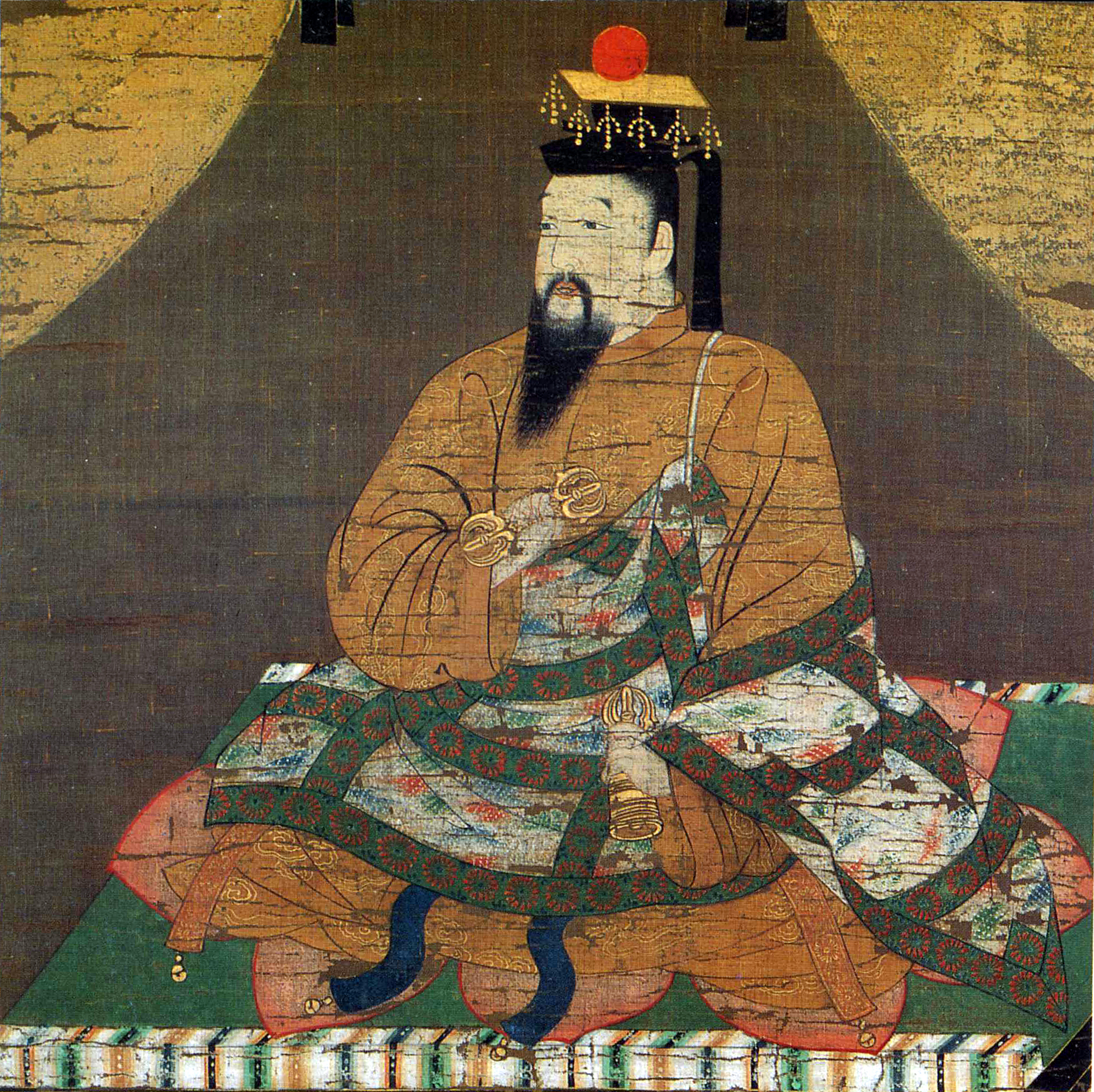
Godaigo császár

A császár visszanyerte az uralmát néhány olyan földbirtok felett, mely felett a családja korábban elvesztette az irányítást, jutalmazta őket, többek között olyan buddhista templomokat is, mint a Tódzsi és a Daitokudzsi, abban a reményben, hogy megnyerik a támogatásukat.
Nem értette meg, milyen fontos számára a szamurájság, mert soha nem jutalmazta meg megfelelően a kisebb szamuráj támogatóit, pedig módja lett volna rá az elkobzott Hódzsó földek felhasználásával. Ezek a hibák kulcsfontosságúak a következő évtizedek eseményeinek megértéséhez. Miután megjutalmazta a vallási intézményeket, előkészítette a Hódzsó földek újraosztását, és nagy számban érkeztek hozzá szamurájok, hogy elmondják a követeléseiket. A legnagyobb jutalmat, amelyet szamuráj kapott, Nitta Josiszada – a férfi aki legyőzte a Kamakura sógunátust – és Asikaga Takaudzsi kapta. A jutalmazásra felállított hivatalok nem voltak hatékonyak, túl tapasztalatlanok voltak a feladatra, és elterjedt volt a korrupció. A szamurájok haragját tovább fokozta az a tény, hogy Godaigo építtetni akart magának egy palotát, de nem volt hozzá pénzügyi alapja, ezért újabb adókat vetett ki a szamuráj osztályra. Az ellenségeskedés hulláma a nemesség felé elkezdett átterjedni az egész országra, és idővel egyre erősebb lett. A Taiheiki azt is rögzíti, hogy bár Takaudzsit és Josiszadát gazdagon jutalmazta, valamint több mint ötven tartományban a sugo és jito hivatalok a nemesekhez és az udvari hivatalnokokhoz kerültek, ezzel nem hagytak semmit a harcosoknak. 1335 végére a császár és a nemesek elvesztették a harcos osztály összes támogatását.

## Az Asikaga testvérek felemelkedése

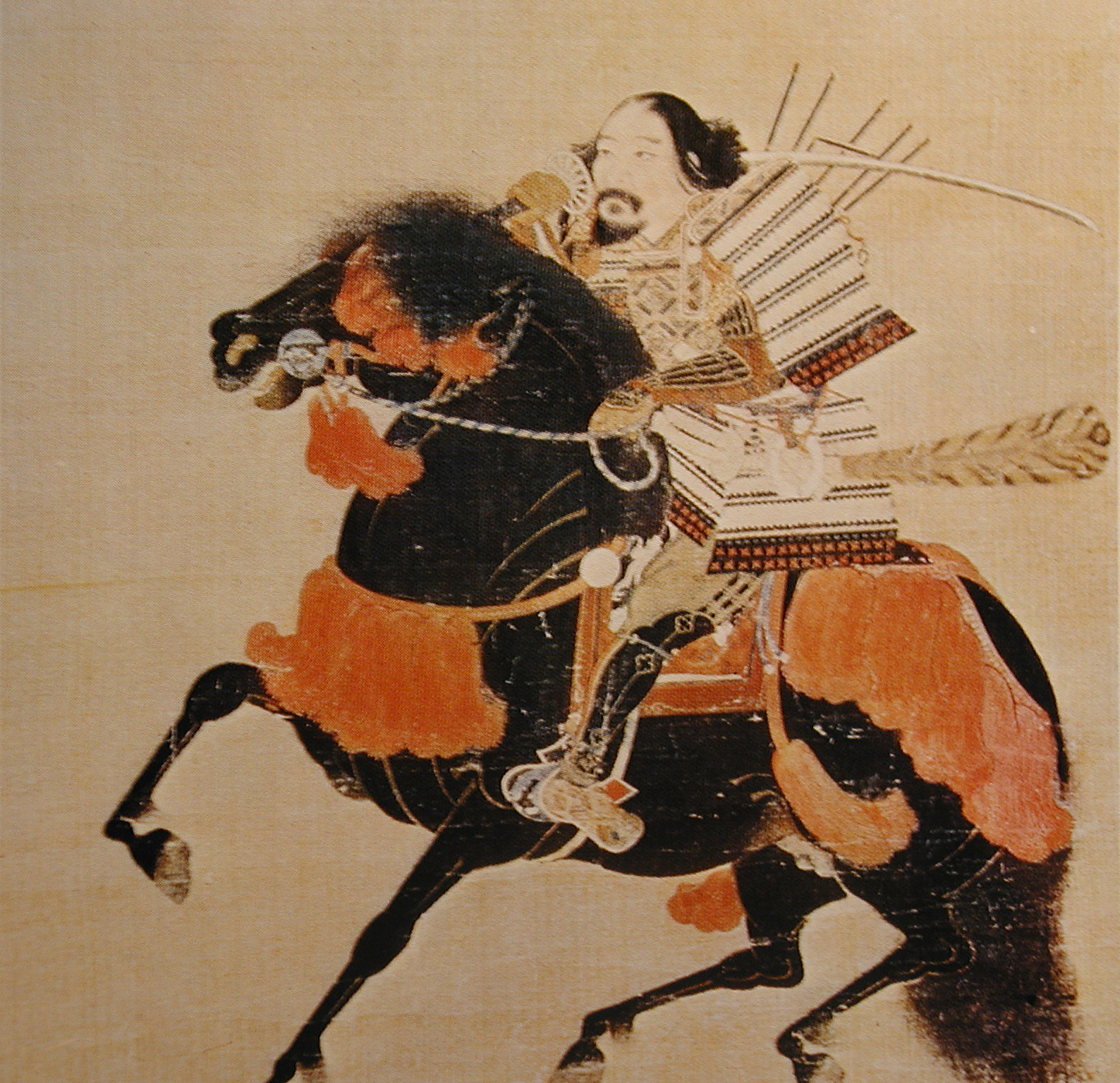
Asikaga Takaudzsi portréja miközben a fia, Asikaga Yosiakira táviratát viszi

Godaigo helyre akarta állítani az uralmát Kamakurában és az ország keleti területein anélkül, hogy sógunt küldene oda, mivel ez még mindig túl veszélyesnek látszott. Kompromisszumként elküldte a hatéves fiát, Norinaga herceget Mucu tartományba (a mai Tohoku régió keleti része, a déli Fukusima prefektúrától egészen az északi Aomori prefektúráig húzódik) és Mucu és Deva tartomány főkormányzójává jelölték. Erre a lépésre nyilvánvaló válaszként Asikaga Takaudzsi öccse Tadajosi a császár parancsa nélkül elkísérte egy másik fiát, a tizenegy éves Narijosit (más néven Narinaga) Kamakurába, ahol a Kózuke tartomány kormányzójává tette, önmagát pedig helyettesévé és de facto uralkodójává. Egy harcos kinevezése egy fontos tisztségre azt a célt szolgálta, hogy megmutassák a császárnak, hogy a szamuráj osztály nem volt kész egy tisztán polgári uralomra.
Később Godaigo harmadik fia Morinaga herceg megkapta a szeii taisógun kinevezést a testvérével Norinagával együtt. Ez egy olyan lépés volt, ami azonnal felkeltette Asikaga Takaudzsi rosszindulatát. Takaudzsi hitte, hogy a katonai osztálynak van joga uralkodni, nem bitorlónak, hanem mivel az Asikaga család leszármazottja a Minamoto klán egyik ágának, így inkább a Minamoto erő restaurátorának tartotta magát. Amikor 1333-ban Rokuharában elpusztították a Hódzsó helyőrséget, azonnal lépett és odatelepítette a hivatalát (bugjóso). Ez rendet tartott a városban, és általánosságban átvette az eredeti funkcióját. Kiterjesztette a hatáskörét az utak szabályozására, az útlevelek kibocsájtására, és olyan jogokat gyakorolt, amik korábban a sógunátus helyetteseinek hatókörébe tartoztak (a Rokuhara Tandai). Takaudzsi hitte és megmutatta, hogy a szamurájok politikai hatalmának folytatódnia kell. A szamurájok úgy látták őt, mint azt az embert, aki vissza tudja hozni a sógunátus csúcspontját, ebből adódóan az ereje felülmúlja bármely más szamurájét, beleértve Nitta Josiszadáét is. Az egyetlen akadály a sógunátus felé Morinaga herceg volt.

## Morinaga herceg

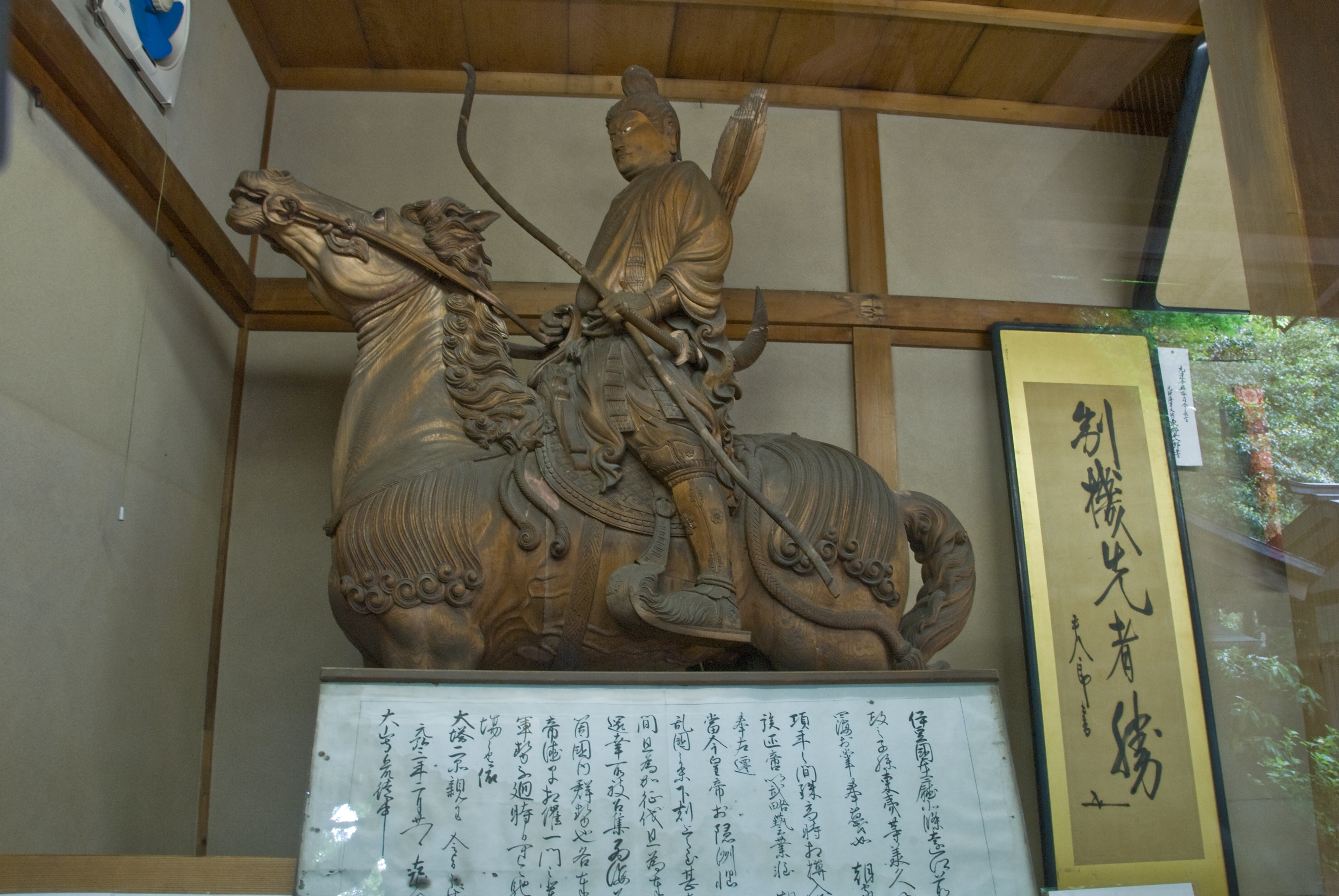
Morinaga herceg szobra a Kamakura-gú szentélyben, Kamakurában

Morinaga herceg a tekintélyével és a polgári kormány felé tanúsított odaadásával, Takaudzsi ellenségévé vált, és ezen felül számíthatott Asikaga ellenségeinek a támogatására, köztük Nitta Josiszadáéra, akit Takudzsi megsértett. A császár és Asikaga közötti feszültség fokozatosan nőtt, egészen addig, amíg Takaudzsi egy ürüggyel letartóztatta Morinaga herceget, akit először Kiotóban zártak be, majd átszállították Kamakurába, ahol 1335. augusztus végéig tartották fogva. A helyzet Kamakurában továbbra is feszült volt, a Hódzsó támogatók itt-ott elszórva felkeléseket robbantottak ki. Ugyanebben az évben Hódzsó Tokijuki, – az utolsó régens, Takatoki fia – megpróbálta erővel helyreállítani a sógunátust, és a mai Kanagava prefektúrában lévő Muszasinál legyőzte Tadajosit. Emiatt menekülnie kellett, de mielőtt elment volna, elrendelte Morinaga herceg lefejezését. Kamakura tehát átmenetileg Tokijuki kezébe került. Miután Takaudzsi meghallotta a híreket, megkérte a császárt, hogy adja neki a szeii taisógun címet, hogy leverhesse a felkelést és segítsen a testvérének. Amikor a kérését a császár visszautasította, Takaudzsi megszervezte erőit, és a császár engedélye nélkül visszatért Kamakurába, ahol legyőzte Hódzsót. Ezután Kamakura Nikaidó környékére települt. Amikor felkérik, hogy térjen vissza Kiotóba, testvérével, Tadajosival megüzente, hogy nagyobb biztonságban érzi magát ott, ahol van, és elkezdett építtetni magának egy rezidenciát Ókurában, ott, ahol az első Kamakura sóguné, Minamoto no Joritomoé is volt.

## A polgárháború
Kiotó ekkorra már tisztában volt azzal, hogy Takaudzsi széles hatáskörrel rendelkezett a császár engedélye nélkül, mint például az Ueszugi klán egyik tagját kinevezte Kózuke békefenntartójává (Nitta Josiszada ebben a tartományban élt). 1335 végére több ezren a császár emberei közül készen álltak, hogy Kamakurába menjenek, mialatt Kó no Morojaszu parancsnoksága alatt lévő nagy hadsereg szintén oda sietett, hogy segítsen ellenállni a támadásnak. 1335. november 17-én Tadajosi a bátyja nevében kiadott egy közleményt, melyben minden szamurájt arra kér, hogy csatlakozzon az Asikagákhoz és győzzék le Nitta Josiszadát. Eközben az Udvar ennek az ellenkezőjét tette, megparancsolta minden tartomány szamurájának, hogy csatlakozzanak Josiszadához és győzzék le a két Asikagát. A háború úgy kezdődött el, hogy a legtöbb szamuráj meg volt győződve arról, hogy Takaudzsi az az ember, akire szükségük van, hogy sérelmeiket orvosolja, és a legtöbb parasztot meggyőzték, hogy jobb volt nekik a sógunátus alatt. A kampány rendkívül sikeres volt az Asikagák számára, a szamurájok nagy számban igyekeztek csatlakozni a két testvérhez. A következő év február 23-ára Nitta Josiszada és a császár vesztett, Kiotó elesett. 1336. február 25-én Asikaga Takaudzsi belépett a fővárosba, és ezzel véget ért a Kenmu restauráció.

## Fordítás
- Ez a szócikk részben vagy egészben a Kenmu Restoration című angol Wikipédia-szócikk ezen változatának fordításán alapul.  Az eredeti cikk szerkesztőit annak laptörténete sorolja fel. Ez a jelzés csupán a megfogalmazás eredetét és a szerzői jogokat jelzi, nem szolgál a cikkben szereplő információk forrásmegjelöléseként.